# Port Edgar
Port Edgar est un port de plaisance sur la rive sud du Firth of Forth, immédiatement à l’ouest du pont autoroutier du Forth et de la ville de South Queensferry, dans le West Lothian, en Écosse. À l’origine une base navale nommée HMS Lochinvar, Port Edgar est maintenant une marina très fréquentée avec une école de voile et 300 postes d’amarrage. L’Edgar commémoré dans le nom est Edgar Ætheling, le frère de la reine Marguerite (en l’honneur de laquelle Queensferry est nommé).
Auparavant exploitée par Edinburgh Leisure, la société d’investissement privée Port Edgar Marina Limited a repris la gestion de la marina en avril 2014. Une partie des plans de développement du groupe, d’un montant de 1,5 million de livres sterling, comprenait un projet de dragage visant à atténuer les préoccupations concernant la profondeur du port. Avant ce projet, l’activité à Port Edgar était menacée par l’incapacité des structures de gestion successives à maintenir la profondeur du port par dragage après le départ de la Royal Navy.

## La Royal Navy
La jetée de Port Edgar était régulièrement utilisée par les navires de la Royal Navy depuis les années 1850. Elle fut achetée par l’Amirauté en 1916 comme site d’une future base navale. Peu de temps après son achat, les blessés de la bataille du Jutland ont été débarqués à Port Edgar pour être emmenés au Royal Naval Hospital à Butlaw, Queensferry. Les morts de la bataille ont été enterrés dans le cimetière local.
En 1917, la base achevée a été mise en service sous le nom de HMS Columbine, un dépôt pour les destroyers lance-torpilles de la Grand Fleet. Le HMS Columbine et l’hôpital naval de Butlaw furent fermés en 1938.
En 1939, au début de la Seconde Guerre mondiale, Port Edgar a été remis en service sous le nom de HMS Lochinvar, un établissement d’entraînement pour le Royal Naval Patrol Service.
En 1943, le HMS Lochinvar déménagea à Granton Harbour, à quelques kilomètres de la côte. Port Edgar est devenu le foyer du HMS Hopetoun, un centre d’entraînement aux opérations combinées pour les marines britanniques et alliées qui s’entraînent pour le débarquement du jour J en France.
Après la guerre, le HMS Hopetoun ferma et en 1946, le HMS Lochinvar retourna à Port Edgar. Il abritait maintenant les dragueurs de mines de la Royal Navy qui nettoyaient le Firth of Forth et la côte est de la Grande-Bretagne de ses champs de mines posées en temps de guerre.
En 1958, l’escadron de protection des pêches de la Royal Navy a été transféré au HMS Lochinvar. En 1960, le port est devenu le seul établissement d’entraînement au dragage de mines de la Marine.
En 1975, le HMS Lochinvar a fermé ses portes et toutes ses opérations ont traversé le Forth jusqu’au HMS Caledonia dans la base navale reconstruite de Rosyth.
Aujourd’hui, Port Edgar appartient au conseil municipal d’Édimbourg et est une marina pour les bateaux de plaisance et une base pour d’autres sports nautiques. Il se trouve juste à l’ouest du pont de Forth Road, en vue du pont ferroviaire de 1890, et bientôt à l’ombre du nouveau pont Queensferry. Port Edgar sera entouré de trois ponts majeurs, de trois siècles différents.
En 1988, l’Association des Algerines a inauguré un monument commémoratif à Port Edgar en l’honneur des dragueurs de mines et des navires de protection des pêches basés à Port Edgar et à Granton entre 1939 et 1975.

## Gallery

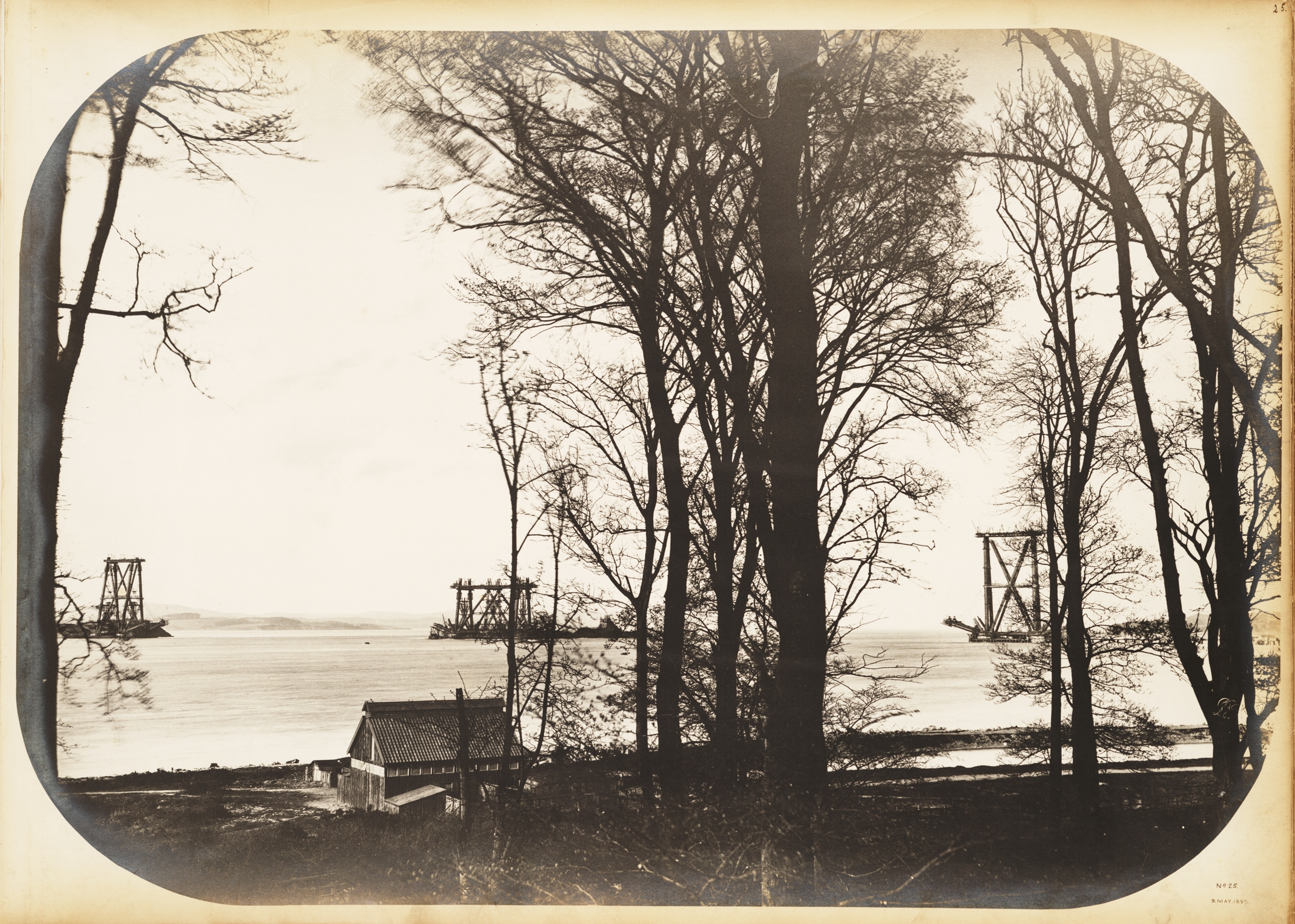
La construction du pont du Forth vue de Port Edgar, 1887
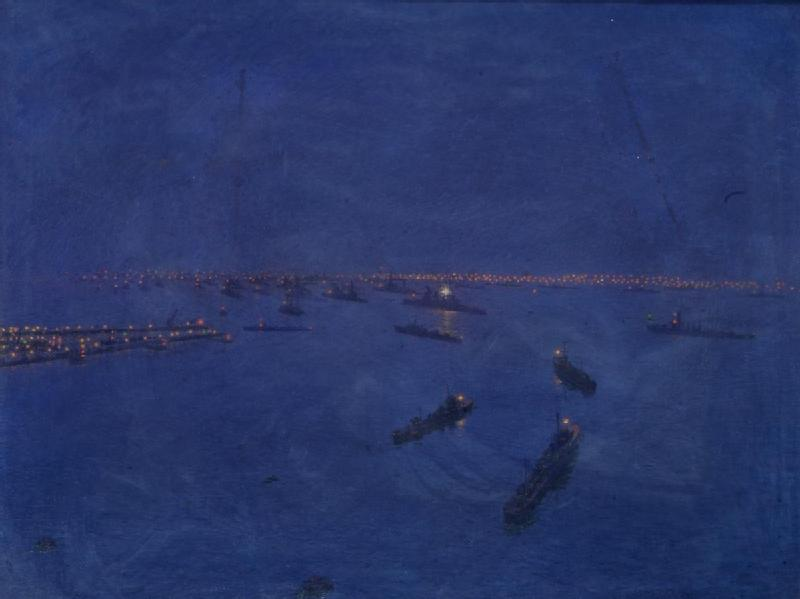
Cuirassés dans le Forth, 1914
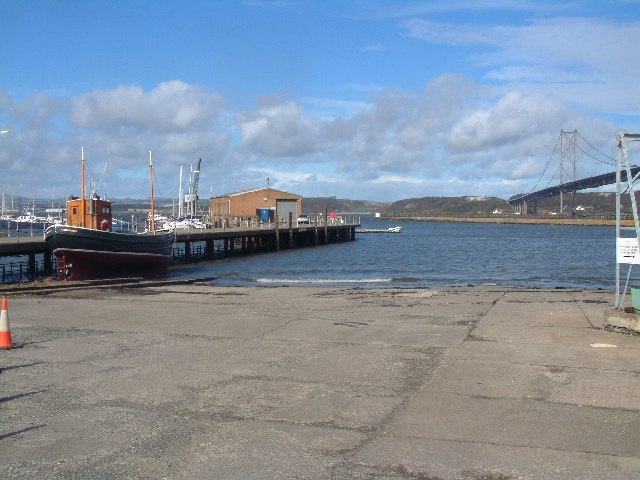
La cale de mise à l'eau principale
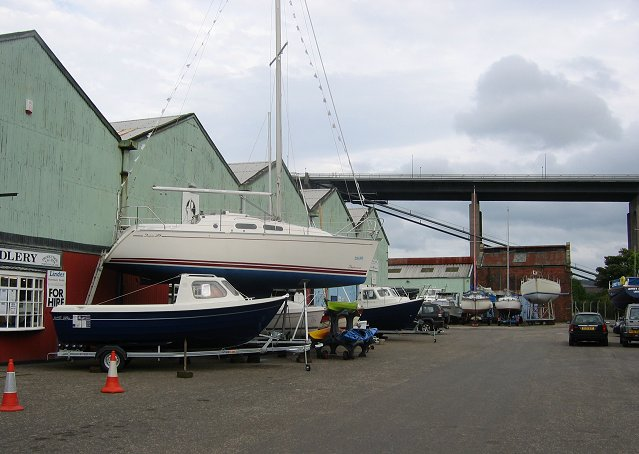
Le centre de la marina
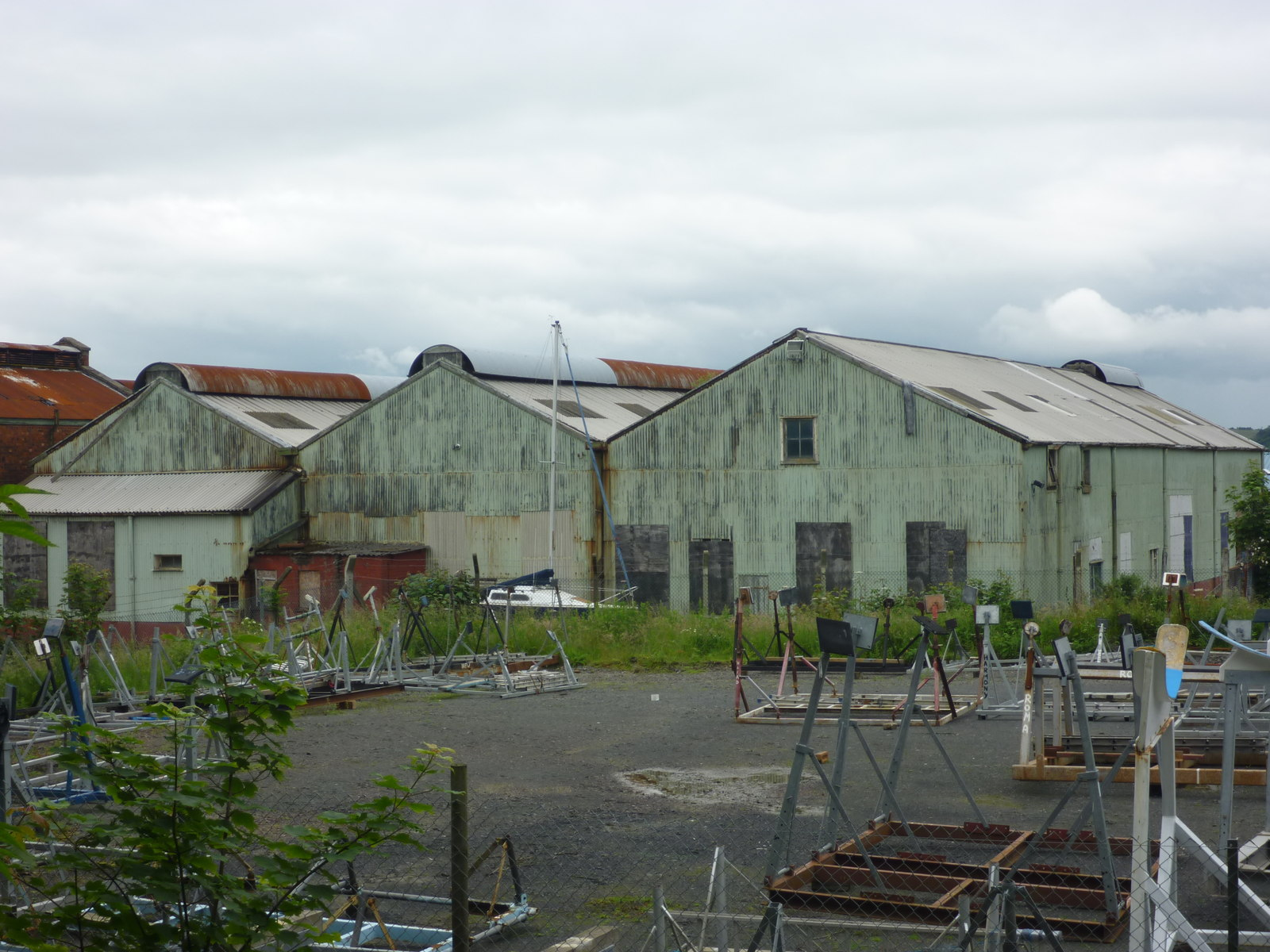
Hangars en fer abandonnés, aujourd’hui démolis
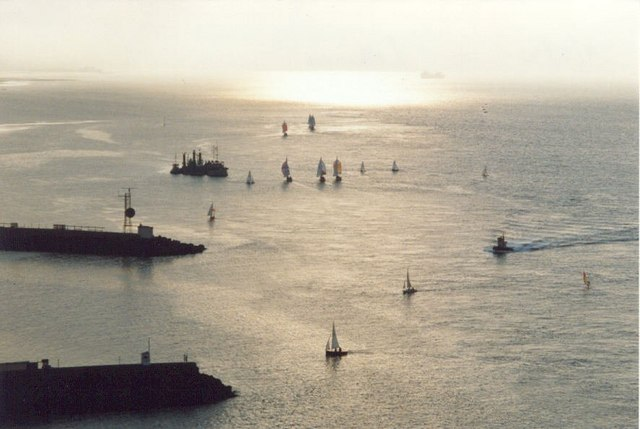
Divers bateaux à l’entrée du port de plaisance
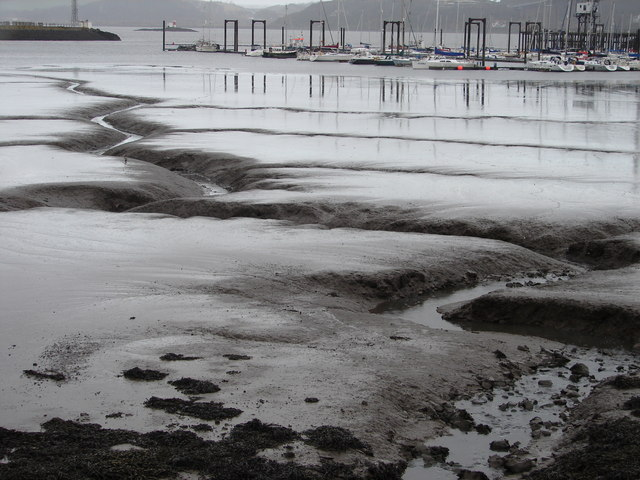
Les vasières
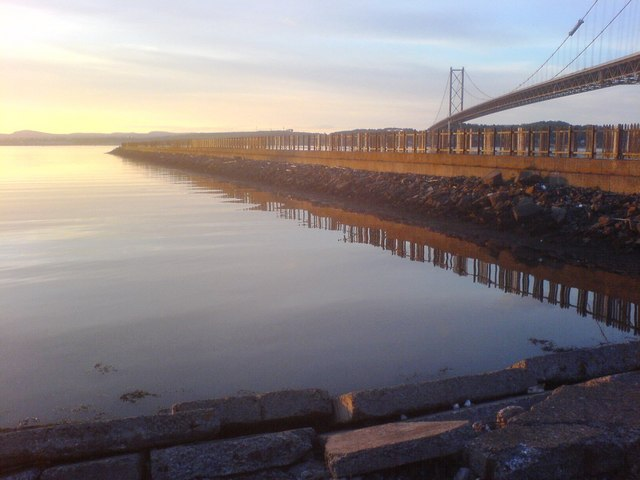
Le brise-lames de l'Est à Eventide
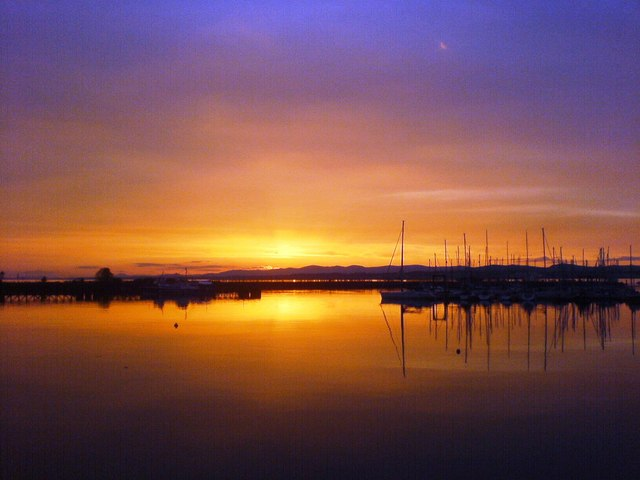
Crépuscule à Port Edgar